# Маршал, Джон, 2-й барон Маршал
Джон (VI) Маршал (англ. John Marshal; 1 августа 1292 — 12 августа 1316) — английский аристократ, 2-й барон Маршал и маршал Ирландии с 1314 года, сын Уильяма Маршал, 1-го барона Маршала, и Кристианы Фицуолтер. Происходил из побочной ветви англо-нормандского рода Маршалов. После смерти отца, который погиб в битве при Бэннокберне, унаследовал его владения и титулы, однако вскоре умер. После его смерти род Маршалов угас.

## Происхождение
Джон происходил из побочной линии англо-нормандского рода Маршалов, родоначальником которого был Гилберт Маршал, главный маршал королевского двора Генриха I Боклерка. Самым известным представителем рода был Уильям Маршал, 1-й граф Пембрук, который прославился многочисленными победами на рыцарских турнирах. Он верно служил нескольким королям Англии, в награду за это он получил руку богатой английской наследницы и титул графа Пембрука. Старшим братом Уильяма был Джон II Маршал, сенешаль будущего короля Иоанна Безземельного (в бытность того графом Мортоном), который погиб во время мятежа графа Мортона против короля Ричарда I Львиное Сердце.
У Джона II остался незаконнорожденный сын Джон III Маршал, который выдвинулся благодаря поддержке дяди, Уильяма Маршала, и благосклонности короля Иоанна. Сохранив верность королю в Первой баронской войне, он получил немало пожалований. Также Джон III женился на Алисе де Ри, дочери и наследнице Хьюберта IV де Ри из Хингэма (Хокеринг) в Восточной Англии, что принесло ему баронию Хокеринг. Также он получил должность маршала Ирландии, ставшей наследственной. Его правнук, Уильям II Маршал, получил в 1309 году титул 1-го барона Маршала.
Уильям был женат на Кристиане Фицуолтер, которая происходила из знатного рода Фицуолтеров, который был одной из ветвей англо-нормандского рода Клеров. Её родителями были Роберта Фицуолтера, 1-го барона Фицуолтера и Деворгилы де Бург.

## Биография
Джон родился 1 августа 1292 год. В 1314 году его отец погиб в битве при Бэннокберне, в результате чего Джон унаследовал его владения, включавшие маноры Хингэм, Хокеринг и Бакстон в Норфолке и Аслагби в Линкольншире, а также титул барона Маршала и наследственную должность маршала Ирландии.
В английский парламент Джон никогда не вызывался. Он умер 12 августа 1316 года, не оставив детей.
Джон был последним представителем рода Маршалов. Наследницей его владений стала Хафиза Маршал, которая вышла замуж за Роберт де Морли, 2-го барона Морли. Хотя она и её потомки имели права на титул барона Маршала, они никогда на него официально не претендовали, поэтому титул перешёл в состояние ожидания наследника. В то же время Роберт Морли унаследовал должность маршала Ирландии.

## Брак и дети
Жена: Эла Лоуэл (умерла 16 февраля 1356). Детей от этого брака не было.
После смерти Джона его вдова вышла замуж вторично, её мужем стал Роберт Фицпейн, 2-й барон Фицпейн.